# Carl Partsch

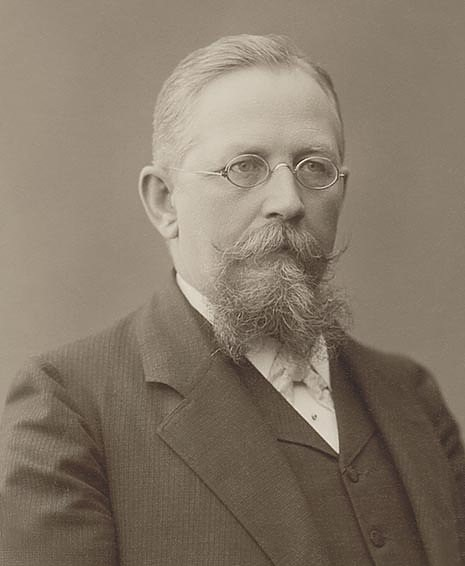
Carl Partsch

Carl Partsch (* 1. Januar 1855 in Schreiberhau; † 7. September 1932 in Breslau) war ein deutscher Chirurg und Hochschullehrer in Breslau. Er gilt als Pionier der zahnärztlichen Chirurgie und führte 1908 die wissenschaftlich fundierte Methodik der Wurzelspitzenresektion ein.

## Werdegang
Partsch studierte an der Schlesischen Friedrich-Wilhelms-Universität. Er trat in die akademische Riege des Breslauer Alten Turnvereins und gehörte am 4. November 1875 zu den Gründungsmitgliedern des Akademischen Turnvereins Breslau. 1880 wurde er in Breslau zum Dr. med. promoviert. Vier Jahre später habilitierte er sich für Chirurgie. 1886 ließ er sich als praktischer Arzt in Breslau nieder. 1890 übernahm er als Extraordinarius die Leitung des zahnärztlichen Universitätsinstituts in Breslau. 1895 wurde ihm zusätzlich die Stelle des Chefarztes und Chirurgen am Klosterhospital der Barmherzigen Brüder vom hl. Johannes von Gott übertragen. Im selben Jahr wurde er – ohne eine zahnärztliche Ausbildung durchlaufen zu haben – zum Ehrenmitglied des Central-Vereins deutscher Zahnärzte ernannt. 1908 gehörte er zu den Gründern der Breslauer Chirurgischen Gesellschaft. 1921 wurde er zum ordentlichen Professor ernannt. Er legte 1923 die Leitung des zahnärztlichen Instituts und 1925 die Leitung des Hospitals nieder.
Partsch inaugurierte die Wurzelspitzenresektion und die nach ihm benannte Operation der odontogenen Zysten: 1892 die Zystostomie (Partsch I) und 1910 die Zystektomie (Partsch II). Die Schnittführung trägt ebenfalls seinen Namen: Bogenschnitt nach Partsch. Der Zahnmediziner entwickelte zudem einen scharfen Löffel, mit dem Zysten ausgeschält und Granulationsgewebe nach Zahnextraktionen entfernt werden können.

## Buchbeiträge
- mit Hermann Kümmell: Verletzungen und Erkrankungen des Pharynx, in: Ernst von Bergmann, Paul von Bruns, Johann von Mikulicz: Handbuch der Praktischen Chirurgie. Enke, Stuttgart 1902.
- Erkrankungen der Hartgebilde des Mundes, in: Carl Partsch, Alfred Kantorowicz und Christian Bruhn: Handbuch der Zahnheilkunde. Bruhn, Lindemann, Kantorowicz
- Die Geschwülste der Mundgebilde, in: Julius von Scheff: Handbuch der Zahnheilkunde. Nachdruck 2017.

## Ehrungen
- Geheimer Medizinalrat (1907)

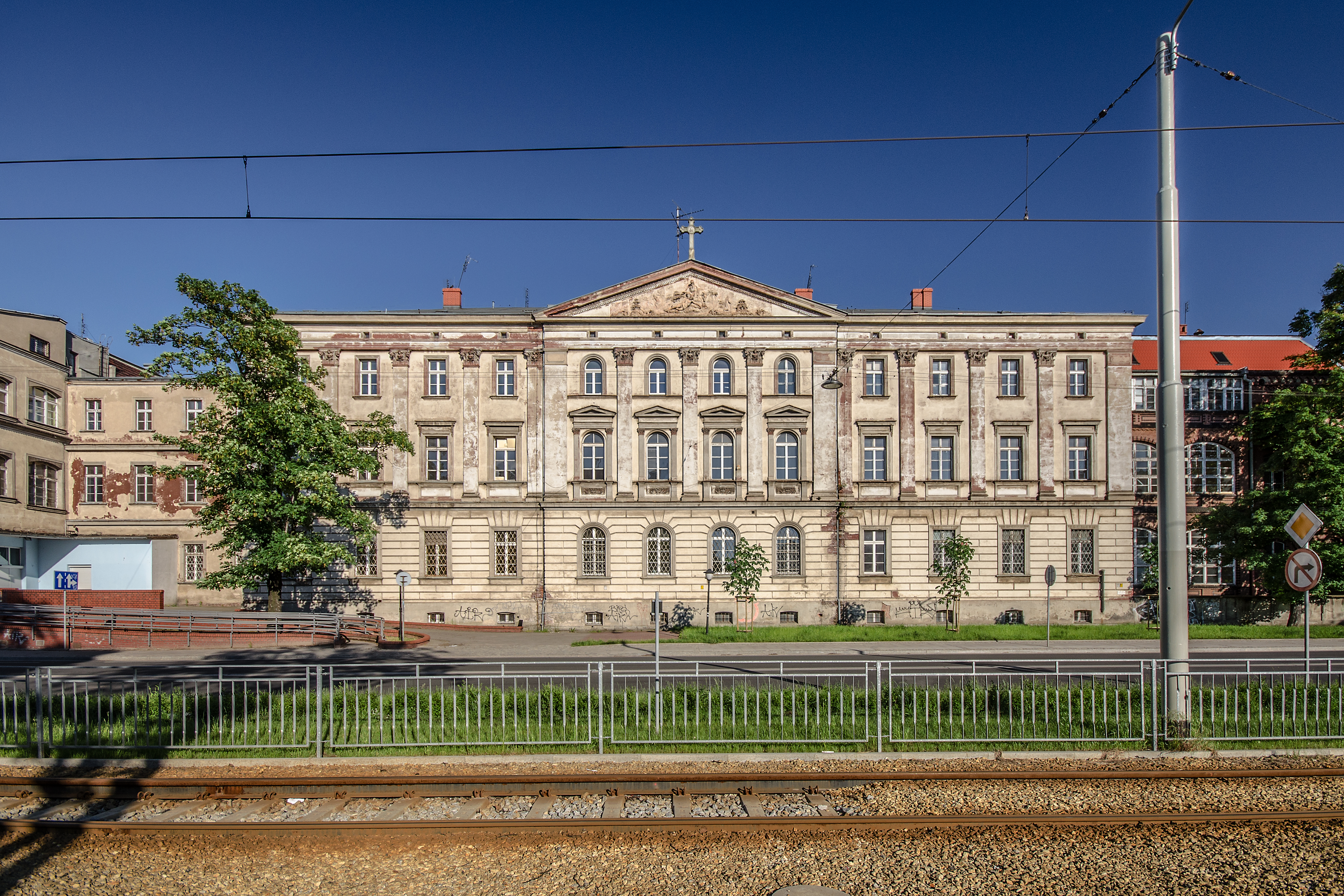
Hospital der Barmherzigen Brüder

- Dr. med. dent. h. c. (Breslau 1921)
- 2. Vorsitzender des Ausschusses der Deutschen Turnerschaft (1915–1926)
- Vorsitzender der Schlesischen Ärztekammer (seit 1920)